# Lanyang
Il fiume Lanyang (蘭陽溪) scorre a nord-est di Taiwan, ed attraversa la contea di Yilan per 73km, prima di gettarsi nell'Oceano Pacifico.